# 하이노
하이노(Heino, 1938년 12월 13일 ~ )는 슐라거와 전통적인 독일 음악가이다. 총 5천만 장 이상의 음반을 판매한 그는 역사상 가장 성공적인 독일 음악가 중 한 명이다.